# المسرح الكبير للرباط
المسرح الكبير للرباط هو مسرح يمتد على مساحة 7 هكتار، وتم تشييده في قلب ضفة نهر أبي رقراق، بمحاذاة معلمتي صومعة حسان وضريح محمد الخامس، وقد تطلب إنجازه استثماراً إجمالياً قدره مليار و677 مليون درهم، ويشتمل على مسرح يتسع لـ 7000 مقعد، وقاعة للعروض تتسع لـ 1900 مقعد، إلى جانب جميع المرافق الضرورية، ويهدف المسرح الكبير للرباط إلى تمكين مدينة الرباط من قطب مخصص للتنشيط الفني والترفيه، من شأنه احتضان التظاهرات الفنية الوطنية والدولية الكبرى وتحفيز بروز المواهب، لاسيما في أوساط الشباب. ويعتبر هذا المسرح كجزء من البرنامج المندمج للتنمية الحضرية لمدينة الرباط 2014 - 2018 «الرباط مدينة الأنوار، عاصمة المغرب الثقافية»، والذي أعطى انطلاقته الملك محمد السادس في 12 ماي 2014.
ويشكل المسرح الكبير للرباط إحدى حلقات تجربة الجيل الجديد من المسارح الكبرى التي انبثقت نواتها الأولى في مسرح محمد السادس، الذي أشرف الملك محمد السادس على تدشينه في يوليوز 2014 بوجدة، حيث تنضاف إليه سلسلة مسارح آخرى من قبيل المسرح الكبير للدارالبيضاء والمركب الثقافي لفاس، والمركب الفني لطنجة، وكلها مشاريع تندرج في إطار إستراتيجية النهوض بالقطاع المسرحي وتكريس دور البنى الثقافية في تحقيق التنمية. ويتمثل الهدف الأصيل لهذه التجربة في توفير البنيات التحتية الكافية لممارسة العمل المسرحي في ظروف ملائمة، وذلك بإحداث مسرح في كل إقليم يستجيب للمواصفات المهنية الحديثة، بما يمكن هذه البنيات من الاضطلاع بدورها التربوي والتثقيفي والتنموي داخل المجتمع، ويعزز بالتالي مساهمة قطاع الثقافة في التنمية الاقتصادية والاجتماعية بالمغرب.

## التصميم المعماري
تم تفويض التصميم المعماري ومتابعة أشغال المسرح الكبير لمكتب زها حديد للهندسة المعمارية. وقد تم التوقيع على هذا التعاقد في سنة 2010 بحضور عدد من الوزراء، والمدير العام لوكالة تهيئة ضفتي أبي رقراق، لتمويل المشروع.

## وصلات خارجية
- الموقع الرسمي لوكالة تهئية ضفتي أبي رقراق